# Lamon Archey
Lamon Dezjon Archey (Daly City, 9 aprile 1981) è un attore statunitense.
È famoso per il suo ruolo di Mason Wilder in Febbre d'amore, di Eli Grant in Il tempo della nostra vita e di D'Angelo Carter nella serie tv All American.

## Biografia
Nato nel 1981, Archey è cresciuto a San Mateo (California) dai suoi nonni. Archey ha giocato a baseball e football durante i suoi primi due anni di liceo. Ha avuto pochissimi contatti con suo padre, che morì quando aveva 20 anni. Dopo il liceo, Archey ha lavorato come falegname installando pavimenti per due anni. Si è poi trasferito a Los Angeles con lo zio dove ha trovato lavoro come tecnico medico di emergenza. Archey ha 12 tatuaggi.

### Carriera
Vivendo a Los Angeles, Archey ha iniziato a fare il modello dopo essere stato scoperto a una fiera del lavoro. Inizia poi la sua carriera di attore quando viene scelto per un ruolo ricorrente ne Il tempo della nostra vita. Nel 2012, Archey è stato poi scelto per il ruolo ricorrente di Mason Wilder nella soap opera Febbre d'amore. Archey ha lasciato il ruolo all'inizio del 2014. Dal 2017 al 2024 viene scelto per il ruolo di Eli Grant nella soap opera Il tempo della nostra vita. Nel 2017, Archey è apparso nel film televisivo Can't Buy Love. Nel 2020, Archey è stato scelto come guest star nel finale della seconda stagione di All American nel ruolo di D'Angelo Carter. Nel dicembre 2020, è stato annunciato che Archey avrebbe ripreso il suo ruolo nella terza stagione in modo ricorrente.

### Vita privata
Il 25 marzo 2023 Lamon ha sposato sua moglie, imprenditrice e consulente legale, Kristen Terry. Archey e Terry hanno dato il benvenuto alla loro figlia, Kennedy, nell'agosto 2023.

## Filmografia

### Cinema
- Let's Get Laid!, regia di Robert F. Cosnahan III – cortometraggio (2010)
- The B Word, regia di Jermaine Spencer – cortometraggio (2014)
- The Woman in the Red Dress, regia di Calvert David Miles (2016)
- Every Breath She Takes, regia di Darin Scott (2023)
- Bomb Pizza, regia di Dale Stelly (2023)

### Televisione
- Il tempo della nostra vita – serial TV, 427 puntate (2011, 2017–2022, 2023, 2024)
- Febbre d'amore (The Young and the Restless) – serial TV, 39 puntate (2012-2014)
- Diary of a Champion – serie TV, episodi 1x06-1x07-1x08 (2013)
- Come sopravvivere alla vita dopo la laurea (Cooper Barrett's Guide to Surviving Life) – serie TV, episodio 1x04 (2016)
- Roadies – serie TV, episodi 1x03-1x04-1x08 (2016)
- 2 Broke Girls – serie TV, episodio 6x03 (2016)
- Non puoi comprare il mio amore (Can't Buy My Love), regia di Farhad Mann – film TV (2017)
- Days of Our Lives: Beyond Salem – serial TV, 4 puntate (2021)
- All American – serie TV, 18 episodi (2020-2023)